# Fashion Show Mall
O Fashion Show Mall é um notório shopping center localizado na Las Vegas Strip em Paradise, Nevada. O shopping é de propriedade da General Growth Properties.

## Lojas âncoras
- Bloomingdale's (aberta em 2002 é a única loja em Nevada).
- Dillard's (abriu em 2002).
- Macy's (abriu em 1996).
- Neiman Marcus (abriu em 1981).
- Nordstrom (única em Nevada, abriu em 2002).
- Saks Fifth Avenue (única em Nevada).